# USA Cycling

Logo de USA Cycling

USA Cycling est l'instance qui gouverne le cyclisme aux États-Unis. C'est une association à but non lucratif (non-profit corporation) basée à Colorado Springs. Elle a été fondée en 1920 et est membre de l'Union cycliste internationale et de la Confédération panaméricaine de cyclisme.
USA Cycling est composé d’organisations appelées associations chargées de différentes disciplines ou activités du sport cycliste :
- United States Cycling Federation (USCF), chargée de conduite les programmes dans le cyclisme sur route, sur piste et le cyclo-cross
- National Off-Road Bicycle Association (NORBA), chargée du VTT
- U.S. Professional Racing Association (USPRO), chargée du cyclisme professionnel
- BMX Association (BMXA), chargée du BMX
- National Collegiate Cycling Association (NCCA), chargée du cyclisme scolaire et universitaire